# Station Betchworth
Betchworth is een spoorwegstation van National Rail in de plaats Betchworth, Mole Valley in Engeland. Het station is eigendom van Network Rail en wordt beheerd door Great Western Railway. Het station werd geopend in 1849 en ligt aan de North Downs Line.